# 鈴木亜弓
鈴木 亜弓（すずき あゆみ、旧姓：島崎、1977年5月31日‐）は、日本の陸上競技選手である。愛知県名古屋市出身、御幸山中学校卒業。市邨学園高等学校（現・名古屋経済大学市邨高等学校）卒業。中央大学卒業。スズキ入社。
2004年の日本選手権は、日本屈指の高速トラックといわれる布勢陸上競技場で行われた。そんな中、女子100mでは追い風にも恵まれるなど、大会史上空前のハイレベルのレースとなった。準決勝で鈴木は、それまでの自己ベスト11秒61を大きく上回る11秒45を記録。これは当時日本歴代3位タイの記録で、準決勝を1位通過した。決勝では小島初佳と坂上香織がともに自己ベストとなる11秒39の同タイム同着で優勝。更に3位には石田智子が入り、これも11秒45の自己ベストであった。鈴木は11秒51の4着となったが、これは自己2番目の記録となった。
2003年8月23日から8月31日にフランス・パリで行なわれた第9回世界陸上競技選手権に出場。

## 記録
- 100m - 11秒45 (2004年6月4日)
- 200m - 23秒91 (2001年5月26日)

| 鳥取日本選手権、鳥取      |  | 11.45 | +1.9 | 100メートル | 2004 年 6 月 4 日   | 1. | ハ | H2 | 1104 |  |
| 鳥取日本選手権、鳥取      |  | 11.51 | +1.1 | 100メートル | 2004 年 6 月 4 日   | 4. | ハ | ふ | 1091 |  |
| 広島 織田幹夫記念館、広島 |  | 11.61 | +1.0 | 100メートル | 2004 年 4 月 29 日  | 4. | え | ふ | 1070 |  |
| 袋井全国大会、袋井        |  | 11.62 |      | 100メートル | 2003 年 10 月 27 日 | 2. | ふ | ふ | 1068 |  |
| 大阪東アジア大会、大阪    |  | 23.91 | -2.4 | 200         |                     |    |    |    |      |  |